# Liste der Ehrenbürger von Worms
Die Stadt Worms hat folgenden Personen das Ehrenbürgerrecht oder ihren Ehrenring verliehen.
Die Verleihung des Ehrenbürgerrechts ist im Paragraph 23 der Gemeindeordnung des Landes Rheinland-Pfalz gesetzlich geregelt. Der Ehrenring der Stadt Worms wird seit 1967 an maximal zehn lebende Personen für Verdienste um die Stadt verliehen.

## Ehrenbürger der Stadt Worms
Hinweise: 
- Die Auflistung ist zwischen 1908 und 1945 möglicherweise unvollständig.
- Die Auflistung erfolgt chronologisch nach Datum der Zuerkennung.

1. Friedrich Johann Eich  (* 6. Februar 1812 in Worms; † 25. August 1879 in Worms)
Mitglied der zweiten Kammer der Landstände des Großherzogtums Hessen, Gymnasiallehrer, Initiator des Lutherdenkmals und Vizepräsident des Denkmalsausschusses
Verleihung am 25. Juni 1868[3]
Eich wurde für seine Verdienste um die Errichtung des Lutherdenkmals geehrt.
2. Eduard Franz Keim (* 12. Dezember 1801 in Darmstadt; † 28. Januar 1880 in Worms)
evangelischer Pfarrer und Dekan, Initiator des Lutherdenkmals und Präsident des Denkmalsausschusses
Verleihung am 25. Juni 1868[3]
Keim wurde für seine Verdienste um die Errichtung des Lutherdenkmals geehrt.
3. Otto von Bismarck (* 1. April 1815 in Schönhausen; † 30. Juli 1898 in Friedrichsruh)
Preußischer Ministerpräsident, Kanzler des Norddeutschen Bundes, Reichskanzler (1871–1890)
Verleihung am 11. Dezember 1870[4]
Bismarck wurde für seine „unschätzbaren Verdienste für das Vaterland“ geehrt.
4. Helmuth Karl Bernhard von Moltke (* 26. Oktober 1800 in Parchim; † 24. April 1891 in Berlin)
Preußischer Generalfeldmarschall
Verleihung am 11. Dezember 1870[4]
Moltke wurde für seine „unschätzbaren Verdienste für das Vaterland“ geehrt.
5. Karl Friedrich Raiser (* 17. Februar 1801 in Kleiningersheim; † 14. Februar 1879 in Worms)
Arzt am städtischen Hospital
Verleihung am 7. Juni 1878[4]
Raiser wurde für seinen „uneigennützigen Einsatz als Armenarzt“ geehrt.
6. Nikolaus Reuß (* 21. September 1809 in Seligenstadt; † 12. Mai 1890 in Worms)
Pfarrer an St. Martin
Verleihung am 22. Februar 1884[4]
Reuß wurde anlässlich seines goldenen Priesterjubiläums für seine Verdienste um die Rettung der Liebfrauenkirche geehrt.
7. Jakob Finger (* 13. Januar 1825 in Monsheim; † 30. Januar 1904 in Darmstadt)
Mitglied der zweiten Kammer der Landstände des Großherzogtums Hessen, großherzoglich hessischer Staatsminister
Verleihung am 11. Januar 1895[4]
Finger wurde „aus Anlaß seines 70. Geburtstags“ für seine Tätigkeit „als zeitweiliger Vertreter von Worms in der II. Kammer und in Würdigung seiner Arbeit im Dienste des engeren und weiteren Vaterlandes (u. a. Eisenbahnbau)“ geehrt.
8. Wilhelm Küchler (* 4. September 1846 in Biedenkopf; † 31. Oktober 1900 in Darmstadt)
Oberbürgermeister von Worms und großherzoglich hessischer Finanzminister
Verleihung am 5. Juli 1898[5]
Küchler wurde „wegen seiner großen Verdienste um das Wohl der Stadt“ geehrt.
9. Cornelius Wilhelm Freiherr von Heyl zu Herrnsheim (* 10. Februar 1843 in Worms; † 25. September 1923 in Berg SG)
Industrieller und Mäzen
Verleihung am 22. Dezember 1899[6][7]
Heyl wurde für die finanzielle und ideelle Förderung des Stadtarchivs und für die Abfassung einer Stadtgeschichte geehrt.
10. Ferdinand Graf von Zeppelin (* 8. Juli 1838 in Konstanz; † 8. März 1917 in Berlin)
Deutscher General und Luftschiffkonstrukteur
Verleihung am 7. August 1908[7]
Die Ehrung wurde „dem genialen Erfinder eines lenkbaren Luftschiffes anläßlich des Fluges des von ihm erbauten Luftschiffes über Stadt und Dom“[4] zuerkannt.
11. Paul von Hindenburg (* 2. Oktober 1847 in Posen; † 2. August 1934 auf Gut Neudeck, Westpreußen)
Reichspräsident
Verleihung am 2. Mai 1933[8]
  - Adolf Hitler (* 20. April 1889 in Braunau am Inn; † 30. April 1945 in Berlin)

Reichskanzler
Verleihung am 2. Mai 1933; am 18. Dezember 1946 vom Stadtrat aberkannt[8]
12. Friedrich Wilhelm von Schoen (* 22. Dezember 1849 in Worms; † 9. September 1941 in Berchtesgaden)
Industrieller und Mäzen
Verleihung im Februar 1940[9]
Schoen setzte sich als Stadtverordneter nachhaltig für die Regulierung des Rheins ein. Auf seine Initiative gehen die Lutherspiele der Stadt zurück. Zudem förderte er ideell und finanziell den Bau des Städtischen Spiel- und Festhauses.
13. Heinrich Völker (* 15. Februar 1900 in Ludwigshafen; † 8. Juni 1975 in Worms)
Abgeordneter und Vizepräsident des rheinland-pfälzischen Landtages, Oberbürgermeister von 1949 bis 1967
Verleihung 1967[10]
Völker wurde für seine Verdienste um den Wiederaufbau der Stadt nach dem Zweiten Weltkrieg geehrt.
14. Lucie Kölsch (* 4. Februar 1919 in Worms; † 5. Dezember 1997 in Worms)
Abgeordnete des rheinland-pfälzischen Landtages
Verleihung am 27. Februar 1989[11]
Kölsch wurde für ihr soziales und politisches Engagement geehrt.
15. Erich Breiding (* 11. Juni 1925 in Homberg (Efze); † 28. April 2009 in Worms)
Unternehmer und Mäzen
Verleihung 1995[12]
Breiding wurde für sein „Wirken zum Wohle der Stadt und ihrer Bürgerschaft“ geehrt.
16. Ilse Lang (* 20. November 1938)
Unternehmerin und Mäzenin
Verleihung am 19. April 2023[13]
Lang wurde für ihr soziales Engagement geehrt.

## Träger des Ehrenrings der Stadt Worms
Hinweise: 

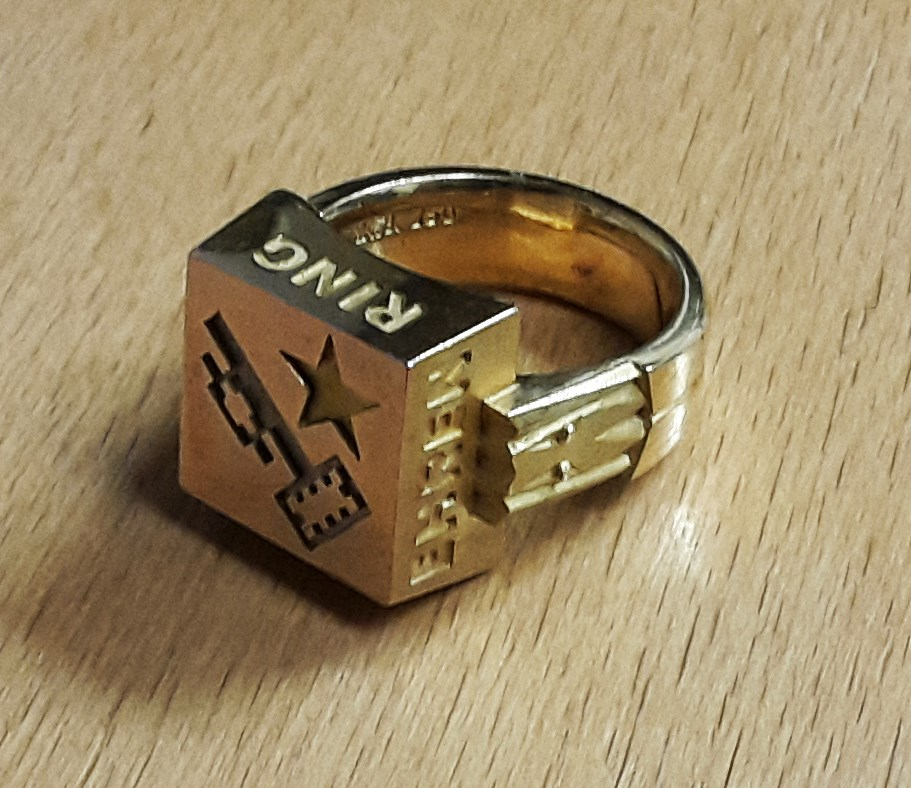
Der Ehrenring besteht aus einer Platte mit dem Wappen der Stadt Worms (Schlüssel und Stern). Die Platte trägt die Umschrift „Ehren Ring Stadt Worms“. Die Schiene lässt zwei Drachen erkennen. In die Innenseite der Schiene wird der Name des Geehrten eingraviert.

- Die Auflistung erfolgt chronologisch nach Datum der Zuerkennung.

1. August Gimbel (* 27. September 1892; † 8. März 1977)
Gewerkschafter und Stadtratsmitglied
Verleihung 1970[14]
2. Johann Friedrich Ritzheimer (* 5. September 1899; † 30. November 1971)
Kreishandwerksmeister
Verleihung 1970[14]
3. Wilhelm Weißert (* 12. Mai 1889; † 8. Dezember 1972)
Betriebsleiter, Präses der Dekanatssynode und Stadtratsmitglied
Verleihung 1970[14]
4. Carl Johann Heinrich Villinger (* 9. Juli 1905 in Worms; † 27. Mai 1977 in Worms)
Katholischer Publizist, Stadtratsmitglied und Mäzen
Verleihung 1974[14]
5. Wilhelm Exner (* 4. Mai 1908; † 19. März 1993)
Schlossermeister und Stadtfeuerwehrinspektor
Verleihung 1974[14]
6. Lucie Kölsch (* 4. Februar 1919 in Worms; † 5. Dezember 1997 in Worms)
Abgeordnete des rheinland-pfälzischen Landtages
Verleihung 1974[14]
Kölsch wurde für ihre „Verdienste um das Gemeinwohl“ geehrt.
7. Karl Schlösser (* 30. Juli 1913; † 24. Mai 1981)
Angestellter und Stadtratsmitglied
Verleihung 1980[14]
8. Jakob Seiler (* 14. September 1903; † 24. Februar 2003)
Rektor, Ortsvorsteher und Stadtratsmitglied
Verleihung 1980[14]
9. Alfred Truschel (* 22. März 1910; † 25. Februar 1990)
Steuerberater, Abgeordneter des rheinland-pfälzischen Landtages und Stadtratsmitglied
Verleihung 1981[14]
10. Karl Schlösser (* 11. November 1917; † 2. Januar 2003)
Leiter der Volkshochschule
Verleihung 1984[14]
11. Wilhelm Leise (* 15. Juni 1909; † 11. Mai 1998)
Geschäftsführer der „Gemeinnützigen Siedlungsbaugesellschaft «Das familiengerechte Heim»“
Verleihung 1986[14]
12. Willi Ruppert (* 3. Dezember 1921; † 26. Juni 2001)
Journalist und Redaktionsleiter der Wormser Zeitung
Verleihung 1986[14]
13. Erich Breiding (* 11. Juni 1925 in Homberg (Efze); † 28. April 2009 in Worms)
Unternehmer und Mäzen
Verleihung 1988[14]
Breiding wurde für sein bürgerschaftliches Engagement ausgezeichnet.
14. Walter Kraft (* 5. Oktober 1915; † 31. Januar 2005 in Worms)
Bäcker, Ortsvorsteher und Stadtratsmitglied
Verleihung 1988[14]
Kraft wurde für sein lokalpolitisches und soziales Engagement und für die Sportförderung ausgezeichnet.
15. Monsignore Leonhard Veith (* 17. Juni 1927; † 8. Oktober 2020 in Worms)
katholischer Pfarrer und Dekan
Verleihung 1993[14]
16. Fritz Reuter (* 4. November 1929 in Frankfurt am Main; † 7. September 2021 in Worms)
Leiter des Stadtarchivs
Verleihung am 28. Juni 1996[14]
17. Karl Kübel (* 6. September 1909 in Duisburg; † 10. Februar 2006 in Wald-Michelbach)
Industrieller und Stifter (Karl-Kübel-Stiftung)
Verleihung im Juni 1997[15]
18. Otto Bardong (* 2. Oktober 1935; † 10. Dezember 2003 in Worms)
Abgeordneter des rheinland-pfälzischen Landtags, Mitglied des Europäischen Parlaments
Verleihung 2000[16]
19. Richard Wisser (* 5. Januar 1927 in Worms; † 12. März 2019 ebenda)
Professor der Philosophie
Verleihung am 30. September 2007[17]
Wisser wurde für seine Verdienste um das Kulturleben der Stadt Worms ausgezeichnet.
20. Josef Schork  (* 7. April 1934)
Gymnasiallehrer
Verleihung am 30. September 2007[17]
Schork wurde für sein soziales und kulturelles Engagement ausgezeichnet.
21. Otto Böcher (* 12. März 1935; † 27. Februar 2020 in Mainz)
Professor der evangelischen Theologie
Verleihung am 27. Juni 2014
Böcher wurde für sein kulturelles Engagement ausgezeichnet, insbesondere für seine Publikationen zu Baudenkmälern in Worms und zur Geschichte der jüdischen Gemeinde in Worms.
22. Marie-Elisabeth Klee (* 13. Januar 1922; † 11. Februar 2018 in Bobenheim-Roxheim)
Bundestagsabgeordnete und Vorsitzende des Deutschen Komitees der UNICEF
Verleihung am 27. Juni 2014
Klee wurde für ihr soziales und politisches Engagement ausgezeichnet.
23. Karl Saulheimer (* 29. April 1929; † 16. Februar 2015)
Gewerkschafter
Verleihung am 20. November 2014
Saulheimer wurde für sein politisches Engagement ausgezeichnet.
24. Ilse Lang (* 20. November 1938)
Unternehmerin und Mäzenin
Verleihung am 23. Juni 2017
Lang wurde für ihr soziales Engagement ausgezeichnet.
25. Gernot Fischer (* 15. Dezember 1937)
Bundestagsabgeordneter und Oberbürgermeister der Stadt Worms
Verleihung am 23. Juni 2017
Fischer wurde für sein politisches und kulturelles Engagement ausgezeichnet.

## Ehrenbürger der ehemals selbständigen Stadtteile
Hinweise: 
- Die Auflistung ist möglicherweise unvollständig.
- Die Auflistung erfolgt chronologisch nach Datum der Zuerkennung.

### Pfeddersheim
1. Nikolaus Zimmer (* 20. April 1918 in Pfeddersheim; † 28. Juli 2011 in Pfeddersheim)[18]

Für sein kommunalpolitisches Engagement

### Rheindürkheim
1. Eduard Paret 
Kölner Schiffseigner
1880
Stifter zugunsten der Gemeinde